# 나미카와역
나미카와역(일본어: 並河駅, なみかわえき 나미카와에키[*])은 일본 교토부 가메오카시에 위치한 서일본 여객철도의 역이다.

## 역 구조
상대식 승강장으로 2면 2선의 지상역이다. 역사는 2번 승강장 쪽에 있으며 반대쪽 승강장은 과선교로 연결되어 있다. 덧붙여 역 업무는 서일본 여객철도 교통 서비스에 위탁되어 있다.
이코카 및 제휴 교통카드의 사용이 가능하다.

### 승강장
| 1 | ■ 사가노 선 | 가메오카 · 교토 방면     |
| 2 | ■ 사가노 선 | 소노베 · 후쿠치야마 방면 |

## 역사
- 1935년 7월 20일: 일본국유철도 산인 본선 가메오카역 ~ 야기역 간에 신설개업하였다.
- 1987년 4월 1일: 민영화에 의해 서일본 여객철도 소속이 되었다.
- 1989년 3월 11일: 북쪽으로 120m 이전하여 역 구조가 2면 2선으로 변경되었다.
- 2003년 11월 1일: 이코카의 사용이 가능해졌다.

## 인접정차역
| 서일본 여객철도 산인 본선 | 서일본 여객철도 산인 본선 | 서일본 여객철도 산인 본선 |
| ------------------------- | ------------------------- | ------------------------- |
| 가메오카 교토 방면        | ■ 사가노 선               | 지요카와 소노베 방면      |